# Schlacht von Otlukbeli
Die Schlacht von Otlukbeli war eine Schlacht zwischen der turkmenischen Stammesföderation Aq Qoyunlu und dem Osmanischen Reich, die am 11. August 1473 stattfand. Der Sieg der Osmanen unter Mehmed dem Eroberer beseitigte für sie die Bedrohung aus dem Osten.

## Gründe für den Konflikt
Mehmeds aggressive Militärpolitik zur Eroberung des oströmischen Kaisertums resultierte in dem Fall von Konstantinopel 1453. Das byzantinische Herrschergeschlecht der Palaiologen konnte sich zunächst noch einige Jahre auf dem Peloponnes (Despotat von Mistra) halten. Daneben war das letzte griechische Herrschaftsgebiet das Kaiserreich Trapezunt, das von einem Kaiser aus dem Haus der Groß-Komnenen regiert wurde. Als Mehmed II. sich 1461 nach Osten wandte, um diese Überreste der byzantinischen Herrschaft zu beseitigen, begegnete er einer anderen Macht aus Vorderasien, den Aq Qoyunlu, die eine Stammeskonföderation waren und über Ostanatolien und Iran herrschten.
Ihr Führer Uzun Hasan setzte die Tradition der engen Beziehungen zwischen Byzanz und seinem eigenen Reich fort, so dass er das Kaiserreich Trapezunt unterstützte und ihm militärische Hilfe schickte. Aber dies war nicht genug, um Trapezunt vor den Osmanen zu schützen. Mehmed II. eroberte die gesamte Region des Schwarzen Meeres. Uzun Hasan entschied sich, Hilfe bei christlichen Mächten zu suchen, weil er fürchtete, dass die Osmanen sich gegen ihn wenden würden. Deswegen entschied er sich, einen Vertrag mit der Republik Venedig, dem Erzrivalen der Osmanen zu der Zeit, zu unterzeichnen. 1464 sicherte Venedig den Aq Qoyunlu Hilfe zu, aber sie sollten nichts unternehmen, als der Krieg 1473 ausbrach.
Ein anderer Grund für Spannungen zwischen den Aq Qoyunlu und den Osmanen war das Verhalten eines anderen mächtigen anatolischen Stammes, der Karamaniden. Kasım Bey, der Herrscher der Karamaniden, unterstützte die wachsende Macht Uzun Hasans. Diese beiden Mächte arbeiteten zusammen gegen das osmanische Vordringen in Anatolien. 1471 verminderte ein Feldzug der Osmanen gegen die Karamaniden ihre Macht. Das gab Mehmed II. Mut, um tiefer nach Anatolien vorzustoßen.

## Die Schlacht
Mehmed II. brach im März 1473 mit seiner Armee von Istanbul auf. Auf dem Weg nach Sivas schlossen sich ihm seine Söhne Şehzade Mustafa, Şehzade Bayezid und der Beylerbeyi von Rumelien an. Ab Sivas marschierten die Osmanen in Erwartung einer Konfrontation in Schlachtordnung. Aber außer paar Scharmützeln zwischen beiden Vorhuten kam es mehrere Wochen zu keiner Schlacht. Als die Osmanen bei Tercan dem Euphrat folgend weiter nach Osten gingen, trat ihnen auf der anderen Flussseite Uzun Hasan entgegen. Ein Kampf am 4. August ging an Uzun Hasan, was die Moral der Osmanen drückte. Trotz dieses Sieges zog sich Uzun Hasan zurück, so dass Mehmed Richtung Norden nach Bayburt zog. Am 11. August schlugen die Osmanen ihr Feldlager bei den Otlukbelihügeln auf. Uzun Hasans Armee erschien hier auf den Hügeln und ein Kampf um den Hügel entbrannte, den die Osmanen für sich entschieden. Als immer mehr Männer beider Heere sich bei Otlukbeli sammelten wurden die Kämpfe intensiver. Şehzade Mustafa besiegte Uzun Hasans rechte Flanke unter dessen Sohn Zeynel Mirza, der in der Schlacht fiel. Der Druck auf Uzun Hasan wurde immer größer, so dass er vom Schlachtfeld floh und die Osmanen nach acht Stunden die Schlacht für sich entschieden. Laut dem venezianischen Gesandtem Giovanni Maria Angiolello verlor Uzun Hasan 10.000 Mann und Mehmed nur 1000. Mehmed blieb noch zwei drei Tage in Otlukbeli und brach dann nach Istanbul auf. Unterwegs eroberte er Bayburt und Şebinkarahisar.

## Nachwirkungen
Die Osmanen konnten den Aq Qoyunlu einen herben Schlag im Kampf um die Vorherrschaft in der Region versetzten, jedoch sind keine territorialen Abtretungen oder Reparationszahlungen zu Gunsten des Osmanischen Reiches verzeichnet. Die Turkmenen hatten eine traditionelle Armee mit einem bedeutenden Anteil von leichter Kavallerie. Auf der anderen Seite benutzten die Osmanen die neueste Technologie. Sie kamen mit Gewehren und Kanonen. Dieser Unterschied zwischen der Natur beider Armeen markierte den Ausgang der Schlacht. Die Osmanen erzielten einen beachtlichen Sieg, nachdem sie die turkmenische Armee an einem einzigen Tag fast vernichtet hatten. Die ständige Furcht der Osmanen vor einer Bedrohung aus dem Osten seit der Niederlage bei der Schlacht von Ankara 1402 gegen Timur – an der auch Uzun Hasan Großvater Qara Yoluq Osman Bey teilnahm – hatte sich gelegt.
Uzun Hasan führte zwar noch Raubzüge gegen Georgien, war jedoch bis zu seinem Ableben 1478 außenpolitisch nicht mehr so tatkräftig, wie er vor der Schlacht von Otlukbeli gewesen war. Die Aq Qoyunlu wurden später durch Uzun Hasans Enkel Schah Ismail von Iran komplett besiegt. Dieser Sieg der Safawiden sollte einen neuen Feind der Osmanen im Osten erschaffen. Der Wettkampf zwischen den zwei Reichen endete mit dem Fall der Safawiden im 18. Jhd.